# Adamantan
Adamantan je polycyklický uhlovodík se vzorcem (CH)4(CH2)6; jeho molekuly lze považovat za tři spojené cyklohexanové kruhy. Prostorové uspořádání atomů uhlíku je u něj stejné jako v krystalu diamantu; tato sloučenina je nejjednodušším zástupcem diamantoidů.
Deriváty adamantanu mají využití jako léčiva, polymery a teplotně stálá maziva.

## Historie a příprava
V roce 1924 navrhl H. Decker existenci adamantanu, který tehdy nazval dekaterpen.
Adamantan se poprvé podařilo izolovat z hodonínské ropy v Ústavu technologie paliv a svítiv a technologie vody na počátku 30. let 20. století (izolace prezentována na XII. sjezdu průmyslové chemie roku 1932 v Praze). Jeho objevitelem je český chemik Stanislav Landa. Pokusy o umělou syntézu uspěly až o desetiletí později.
První pokus o jeho přípravu v laboratoři provedl roku 1924 Hans Meerwein prostřednictvím reakce formaldehydu a diethylmalonátu za přítomnosti piperidinu; místo adamantanu však získal 1,3,5,7-tetrakis(methoxykarbonyl)bicyklo[3.3.1]nonan-2,6-dion: tato sloučenina, později nazvaná Meerweinův ester, ale může být použita na přípravu adamantanu a jeho derivátů. D. Bottger se pokusil o přípravu adamantanu z Meerweinova esteru, získal jeho derivát.
Další pokusy byly založeny na floroglucinolu a derivátech cyklohexanonu, ale také neuspěly.

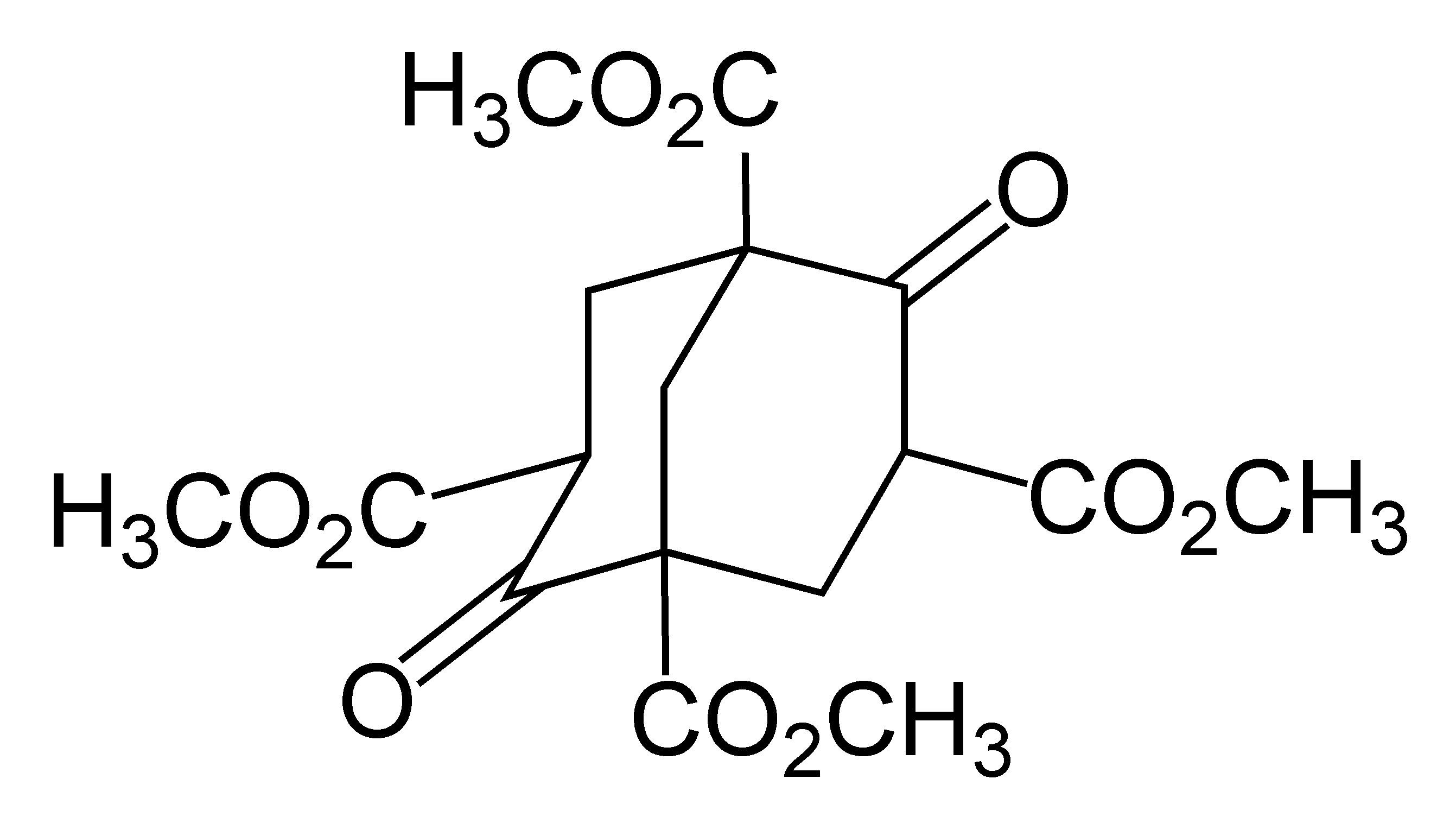
Meerweinův ester

První úspěšnou přípravu adamantanu předvedl Vladimir Prelog v roce 1941 s použitím Meerweinova esteru. Výtěžnost této přípravy, složené z pěti kroků, byla 0,16 %, postup je tak prakticky nepoužitelný; lze však takto získat některé deriváty adamantanu.
Prelogův postup byl v roce 1956 upraven; výtěžek dekarboxylace se podařilo zlepšit přidáním reakce Hunsdieckerových (11 %) a Hoffmanovy reakce (24 %), které zvýšily celkovou výtěžnost na 6,5 %. Proces byl stále příliš složitý, v roce 1957 nalezl Paul von Ragué Schleyer vhodnější postup, kdy se nejprve hydrogenuje dicyklopentadien za přítomnosti katalyzátoru (například oxidu platičitého) za tvorby tricyklodekanu a vzniklý produkt se poté působením Lewisovy kyseliny (například chloridu hlinitého) jako dalšího katalyzátoru převádí na adamantan. Takto lze získat adamantan s výtěžností 30–40 %; tento postup umožnil podrobnější zkoumání adamantanu a stále se používá v laboratořích. Později se účinnost přípravy adamantanu podařilo navýšit na 60 % a za působení ultrazvuku a katalýzy superkyselinami na 98 %.
Výše uvedenými postupy vzniká adamantan jako polykrystalický prášek. Jednotlivé krystaly lze získat z jeho taveniny, roztoků i par. Nejhorší kvality se dosahuje u taveniny a nejlepší u roztoku, kde je ale krystalizace značně pomalá – k vytvoření 5–10mm krystalu je třeba několik měsíců; většinou se tak využívá plynné skupenství; kde adamantan sublimuje v křemíkové trubici v peci vybavené zařízeními udržujícími určitý gradient teploty (kolem 10 °C/cm). Krystalizace začíná na jednom konci trubice, kde se udržuje teplota blízko teploty tuhnutí adamantanu. Při postupném ochlazování za zachování gradientu teplot se oblast tání posouvá (o přibližně 2 mm za hodinu) a vzniká monokrystal.

## Fyzikální vlastnosti
Čistý adamantan je bezbarvá krystalická pevná látka s kafrovou vůní. Ve vodě se nerozpouští, ale je rozpustný v nepolárních organických rozpouštědlech.

### Struktura

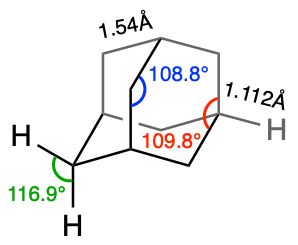
Délky vazeb a velikosti vazebných úhlů adamantanu

Elektronovou difrakcí a rentgenovou krystalografií bylo zjištěno, že molekula adamantanu má symetrii typu Td. Délky vazeb uhlík–uhlík jsou 154 pm, téměř stejné jako u diamantu. Vzdálenosti mezi atomy uhlíku a vodíku činí 111,2 pm
Za běžných podmínek krystalizuje adamantan v plošně centrované krychlové soustavě s prostorovou grupou Fm3m, a = 942,6 ± 0,8 pm, která obsahuje i molekuly s narušenou orientací. Tato struktura se může přeměňovat na uspořádanou primitivní čtverečnou (a = 664,1 pm, c = 887,5 pm), a to za teplot pod 208 K nebo tlaků nad 500 MPa.

### Tvrdost
Základní hodnoty tenzoru pružnosti, C11, pro krystalové směry <110>, <111>, a <100>, jsou postupně 7,52, 8,20, a 6,17 GPa; u diamantu mají hodnoty 1161, 1174, a 1123 GPa. Uspořádání atomů uhlíku je u adamantanu stejné jako u diamantu. V případě adamantanu ovšem molekuly netvoří kovalentní mřížku, ale interagují slabými Van der Waalsovými silami, v důsledku čehož jsou krystaly adamantanu měkké a tvárné.

### Spektroskopie
NMR spektrum adamantanu obsahuje dva málo odlišené signály, které odpovídají místům 1 a 2 (viz obrázek níže). Chemické posuny při 1H-NMR jsou 1,873 a 1,756 ppm a u 13C-NMR 28,46 a 37,85 ppm. Jednoduchý vzhled těchto spekter je v souladu s vysokou molekulovou symetrií.
Infračervené spektrum adamantanu obsahuje následující hlavní absorpční pásy:
| Vlnočet, cm−1 | Odpovídající vibrace*  |
| ------------- | ---------------------- |
| 444           | δ(CCC)                 |
| 638           | δ(CCC)                 |
| 798           | ν(C−C)                 |
| 970           | ρ(CH2), ν(C−C), δ(HCC) |
| 1103          | δ(HCC)                 |
| 1312          | ν(C−C), ω(CH2)         |
| 1356          | δ(HCC), ω(CH2)         |
| 1458          | δ(HCH)                 |
| 2850          | ν(C−H) v CH2 skupině   |
| 2910          | ν(C−H) v CH2 skupině   |
| 2930          | ν(C−H) v CH2 skupině   |

* Typy vibrací: δ – deformační, ν – valenční, ρ a ω – deformační vibrace skupin CH2 vychylující je mimo rovinu

### Optická aktivita
Deriváty adamantanu, které mají na každém uzlovém uhlíku jiný substituent, jsou chirální. Tato aktivita byla popsána v roce 1969 u derivátu majícího jako substituenty vodík, brom, methylovou, a karboxylovou skupinu. Specifické rotace bývají nízké, obvykle do 1°.

## Názvosloví
Systematický název adamantanu je tricyklo[3.3.1.13,7]dekan; IUPAC ale doporučuje používání názvu "adamantan".
Molekula adamantanu obsahuje pouze atomy uhlíku a vodíku a má symetrii typu Td. Polohu jeho 16 uhlíků a 10 vodíků tak lze popsat pomocí pouhých dvou míst, označovaných 1 (4 ekvivalentní místa) a 2 (6 ekvivalentních míst).
Podobnou strukturu nají noradamantan (obsahující o jednu skupinu CH2 méně) a homoadamantan (který má o jednu skupinu CH2 více).

## Chemické vlastnosti

### Tvorba kationtů
Adamantanový kation lze vytvořit reakcí 1-fluoradamantanu s fluoridem antimoničným; je poměrně stálý.
Působením superkyselin lze vytvořit dikation 1,3-didehydroadamantanu. Tento kation je stabilizován „trojrozměrnou aromaticitou“ či homoaromaticitou. Vzniklí tetracentrická dvouelektronová vazba je tvořena párem elektronu delokalizovaných na čtyřech atomech uhlíku.

### Reakce
Většina reakcí adamantanu probíhá na trikoordinovaných uhlících.
Působením koncentrované kyseliny sírové vzniká adamantanon.
Karbonylová skupina adamantanonu může vstupovat do dalších reakcí, kterými lze získat například adamantan-2-karbonitril a 2-methyladamantan.

#### Bromace
Adamantan snadno reaguje s bromačními činidly, například samotným bromem. Složení produktů závisí na podmínkách reakce, jako jsou přítomnost a druh katalyzátoru.
Zahříváním směsi adamantanu a bromu se vytváří monosubstituovaná sloučenina adamantanu, 1-bromadamantan. Za přítomnosti Lewisovy kyseliny lze dosáhnout vícenásobné bromace.
Lewisovy kyseliny bromaci urychlují, ozáření nebo přidání radikálů na její rychlost vliv nemá, což naznačuje, že reakce probíhá iontovým mechanismem.

#### Fluorace
První fluorace adamantanu byly provedeny pomocí 1-hydroxyadamantanu a 1-aminoadamantanu. Pozdější fluorace využívaly i samotný adamantan. U všech výše uvedených reakcí byl meziproduktem adamantanový kation, který následně reagoval s fluorovanými nukleofily; byly ale popsány i fluorace plynným fluorem.

#### Karboxylace
Karboxylací adamantanu kyselinou mravenčí vzniká kyselina 1-adamantankarboxylová.

#### Oxidace
1-hydroxyadamantan lze získat hydrolýzou 1-bromadamantanu ve směsi vody a acetonu, případně ozonací adamantanu: Oxidací uvedeného alkoholu vzniká adamantanon.

#### Ostatní
Nitrace adamantanu je obtížná. Dusíkaté léčivo amantadin vzniká reakcí adamantanu s bromem nebo kyselinou dusičnou za vzniku sloučeniny s bromem nebo nitroesteovou skupinou v poloze 1. Reakcemi kterékoliv z těchto sloučenin s acetonitrilem se tvoří acetamid,který lze hydrolyzovat na 1-adamantylamin:

## Použití
Samotný adamantan, jako nefunkcionalizovaný uhlovodík, nemá širší využití. Využití má při suchém leptání a úpravách polymerů.
U barvivových laserů může adamantan prodlužovat životnost aktivního prostředí; nemůže být fotoionizován, protože se jeho absorpční pásy nacházejí v oblasti vakuového ultrafialového záření.

### V lékařství
Některé deriváty adamantanu mají lékařská využití. Amantadin se v roce 1967 začal používat jako antivirotikum proti chřipce a později také na léčbu Parkinsonovy nemoci. K léčivům založeným na derivátech adamantanu patří také adapalen, adapromin, bromantan, karmantadin, chlodantan, dopamantin, memantin, rimantadin, saxagliptin, tromantadin, a vildagliptin. Polymery adamantanu mohou být použity proti HIV.
Chřipkové viry si vyvinuly odolnost vůči amantadinu a rimantadinu, které od roku 2016 nejsou účinné proti převažujícím kmenům.

Adapalen
Adapromin
Amantadin
Bromantan
Memantin
Rimantadin
Saxagliptin
Tromantadin
Vildagliptin

### Palivo vesmírných lodí
Adamantan by mohl být používán jako hnací plyn ve vesmírných lodích, protože se snadno ionizuje, lze jej přechovávat v pevném stavu a nejsou tak potřeba vysokotlaké nádoby, a jeho toxicita je nízká.

### Ostatní
Klecovitá struktura pevného adamantanu umožňuje zachytávání různých molekul, které lze po narušení matrice uvolnit do lidského těla.

## Analogy adamantanu

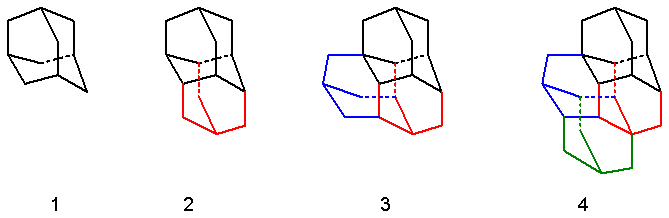
Diamantoidy: 1 – adamantan, 2 – diamantan, 3 – triamantan, 4 – tetramantan

Je známo mnoho dalších molekul se strukturou podobnou adamantanu, jako jsou oxid fosforitý (P4O6), oxid arsenitý (As4O6), oxid fosforečný (P4O10 = (PO)4O6), sulfid fosforečný (P4S10 = (PS)4S6), a hexamethylentetramin (C6N4H12 = N4(CH2)6). Patří sem též tetramethylendisulfotetramin (zkráceně nazývaný „tetramin“), rodenticid, který je silně toxický pro člověka a ve většině zemí je tak zakázán. V roce 2005 byl získán křemíkový analog adamantanu, silaadamantan.
Arsenicin A je přírodní organoarsenová sloučenina vyskytující se v mořských houbách druhu Echinochalina bargibanti; jedná se o první známý heterocyklus obsahující více než jeden atom arsenu.

Adamantan
Hexamethylentetramin
Oxid fosforečný
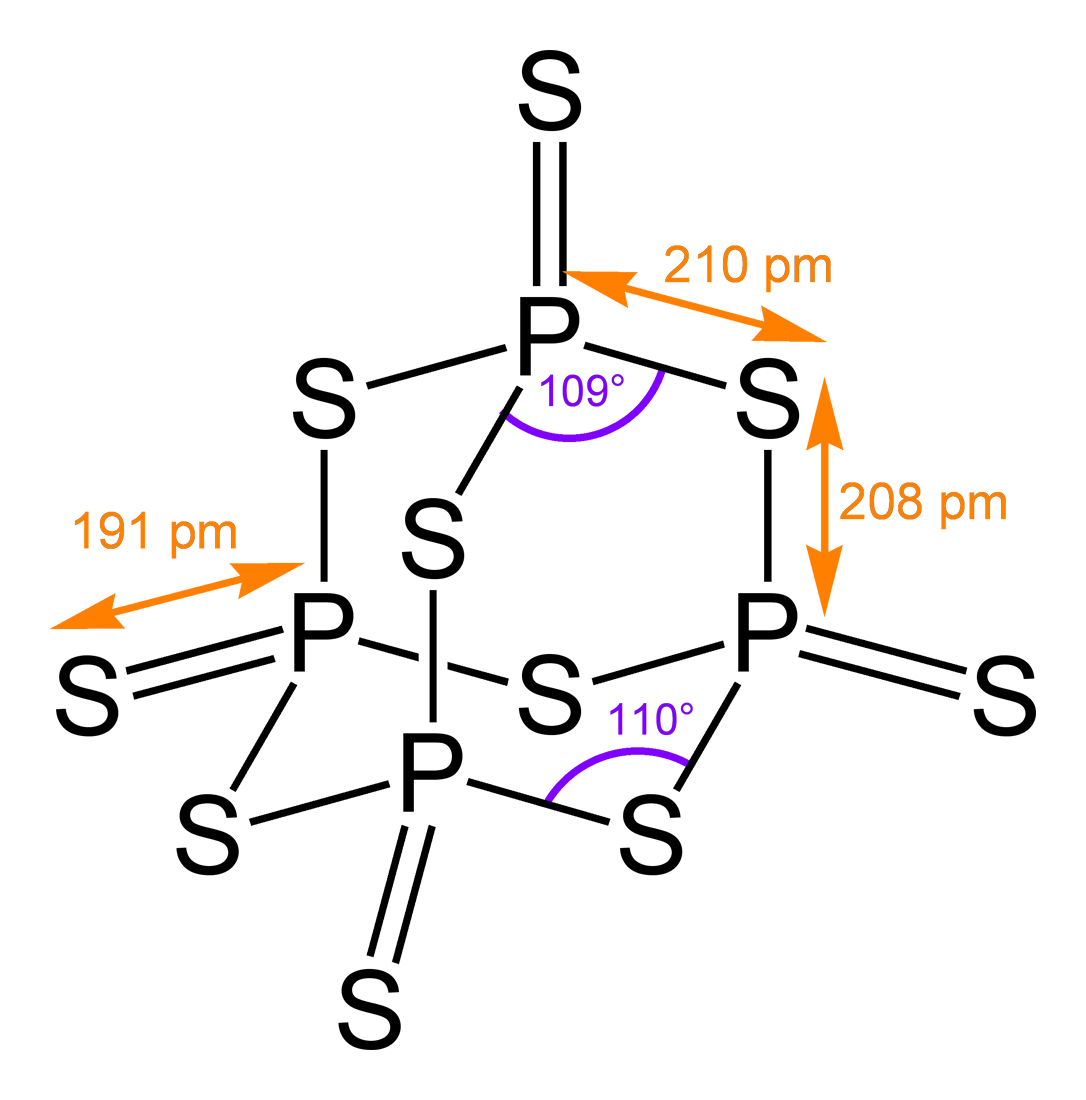
Sulfid fosforečný
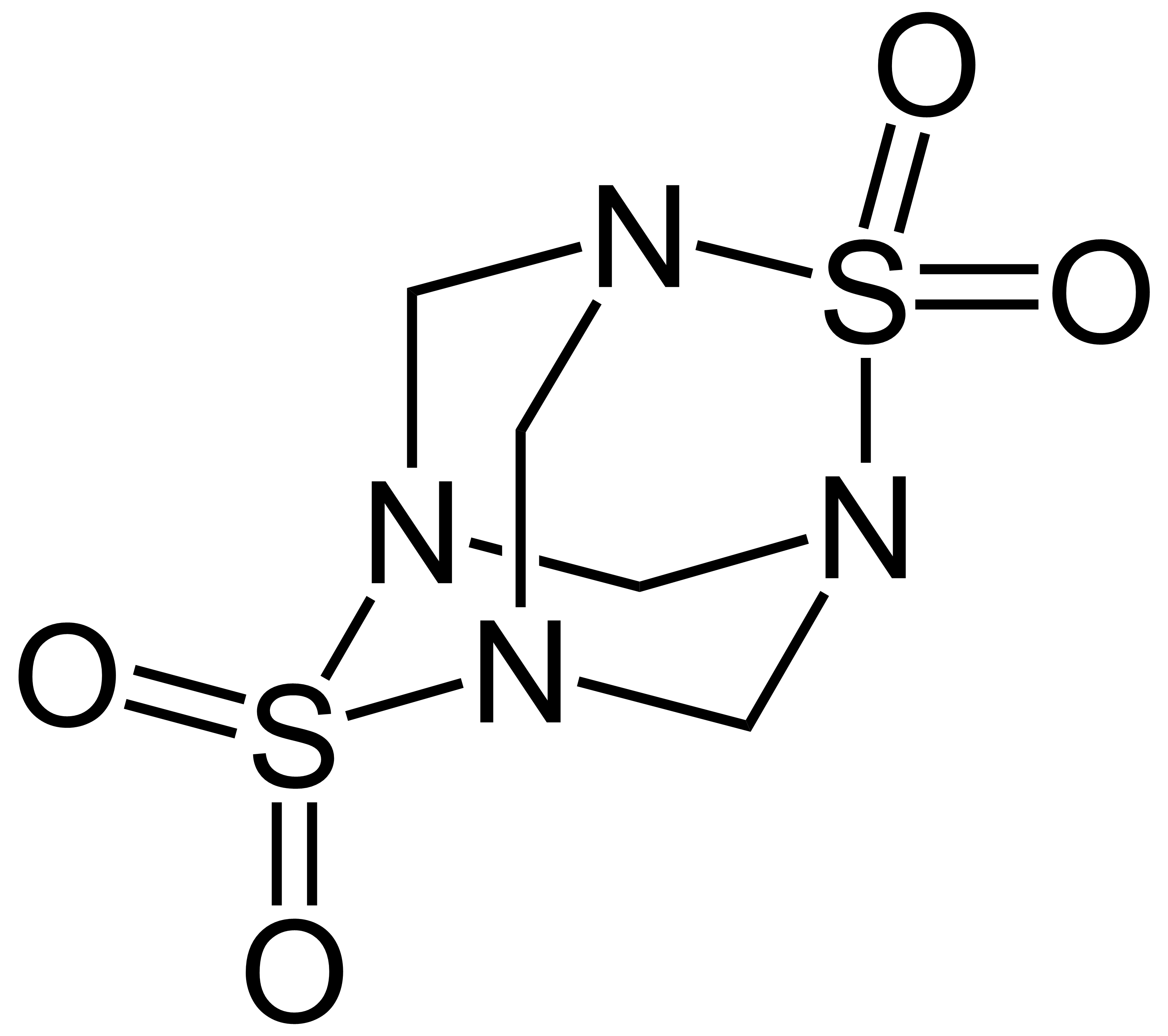
Tetramethylendisulfotetramin
Tetrodotoxin
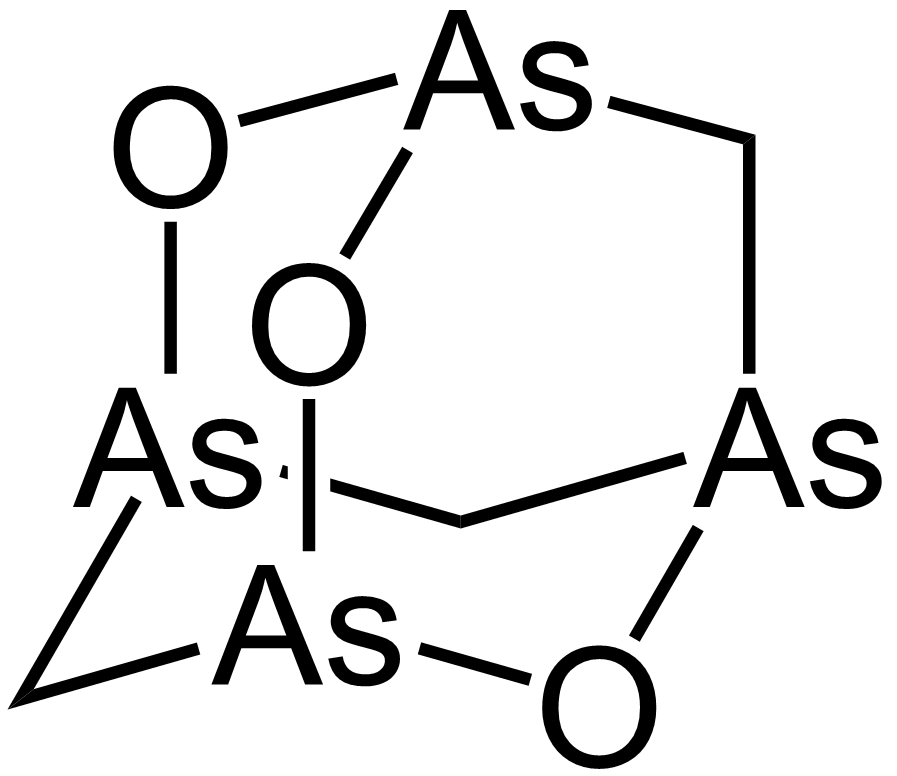
Arsenicin A

Spojením více adamantanových jednotek do jednoho polycyklu vznikají vyšší diamantoidy, například diamantan (C14H20 – ze dvou adamantanů), triamantan (C18H24), tetramantan (C22H28), pentamantan (C26H32), a hexamantan (C26H30). Připravují se podobně jako adamantan, a také je lze izolovat z ropy, i když v mnohem menších množstvích.